# Grånackad siska
Grånackad siska (Serinus canicollis) är en fågel i familjen finkar inom ordningen tättingar.

## Utseende och läte
Grånackad siska är en rätt enfärgad fink med olivgrön ovansida, gul undersida och som namnet avslöjar grå nacke. Sången är en frenetisk blandning av melodiska toner, medan det distinkta lätet är en kort och ljus drill som ofta avges i flykten.

## Utbredning och systematik
Grånackad siska förekommer i södra Afrika. Den delas in i tre underarter med följande utbredning:
- Serinus canicollis griseitergum – förekommer i högländer i östra Zimbabwe och närliggande Moçambique
- Serinus canicollis thompsonae – förekommer i norra och östra Sydafrika (söderut till östra Fristatsprovinsen och södra KwaZulu-Natal), Lesotho och västra Swaziland
- Serinus canicollis canicollis – förekommer i södra Sydafrika (från Västra Kapprovinsen österut till västra Fristatsprovinsen och nordöstra Östra Kapprovinsen

## Levnadssätt
Arten hittas i fynbos, skogslandskap, gräsmarker och trädgårdar. Den ses vanligen i små flockar.

## Status
Arten har ett stort utbredningsområde och beståndet anses stabilt. Internationella naturvårdsunionen IUCN listar den därför som livskraftig (LC).

## Bilder

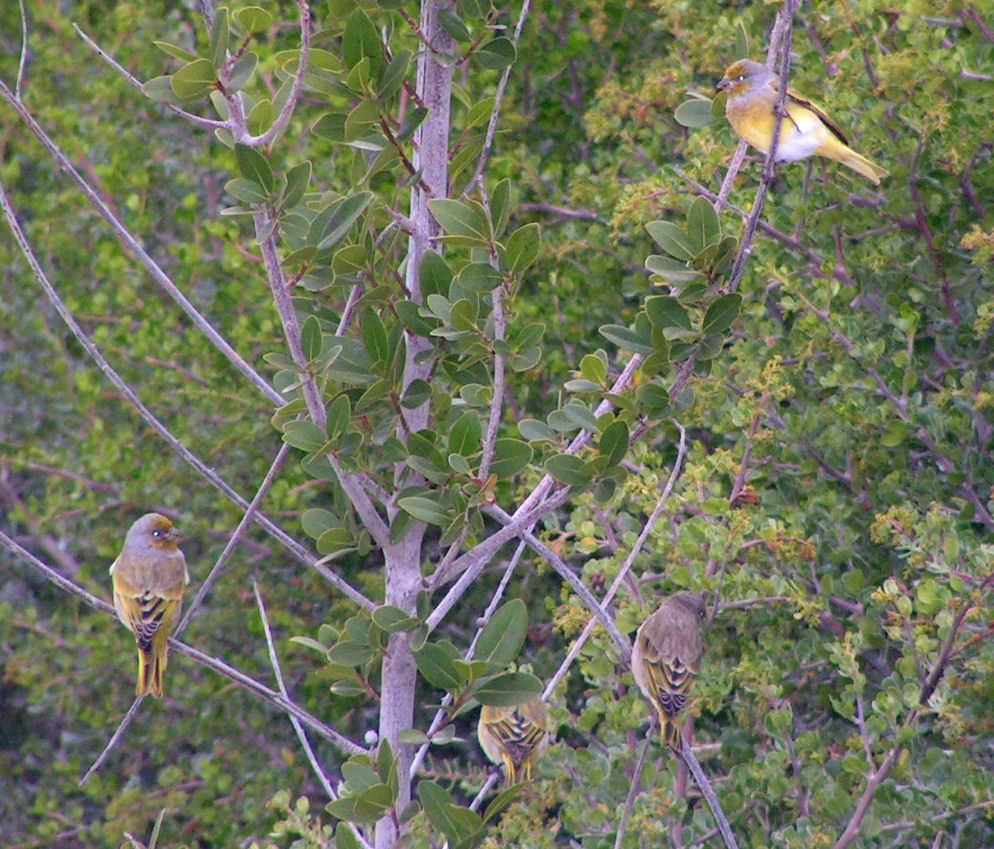
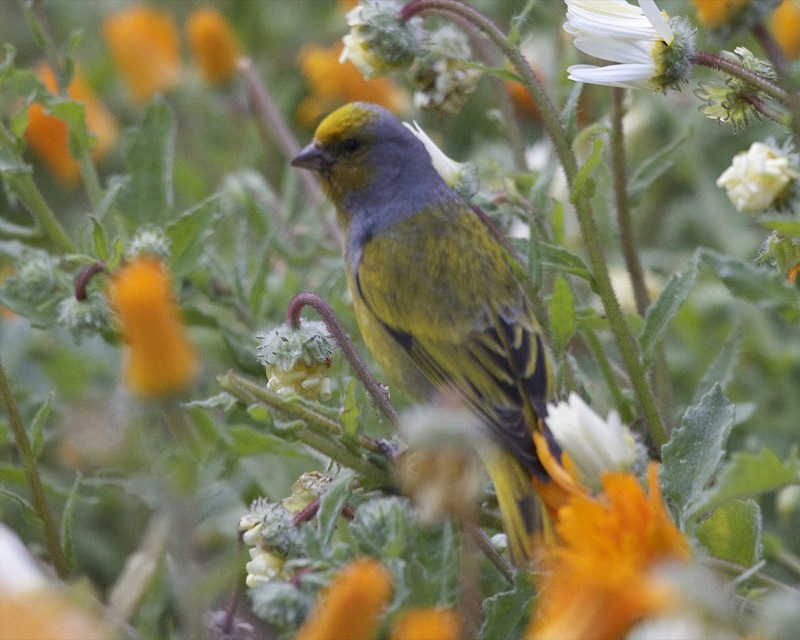
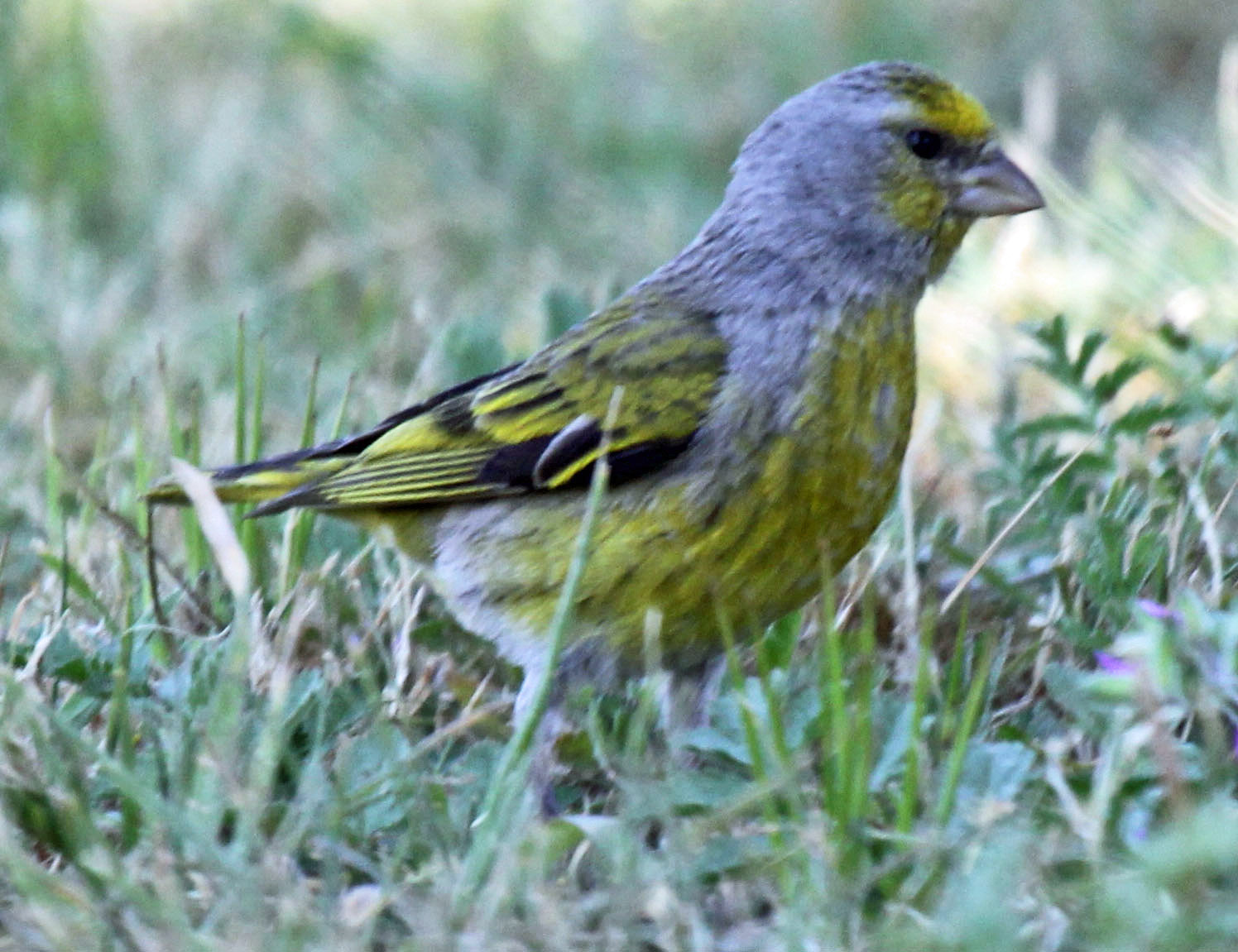